# 相思引
《相思引》是中国大陆女歌手董贞为3D大型多人在线角色扮演游戏《诛仙》所唱的主题歌，编曲小旭音乐，作曲小旭音乐、董贞，填词董贞，时长4分34秒，该歌曲收录于专辑《返璞归贞》中。

## 相关
董贞另一首诛仙题材歌曲是《情醉》。

## 相关歌曲
- 《诛仙恋》
- 《诛仙我回来》
- 《情醉》
- 《爱恨恢恢》
- 《敢不敢爱》
- 《青春不下线》